# Copa Cap Cana 2025
Il Copa Cap Cana 2025 è stato un torneo maschile di tennis professionistico. È stata la 1ª edizione del torneo, facente parte della categoria Challenger 175 nell'ambito dell'ATP Challenger Tour 2025, con un montepremi di 250 000 $. Si è giocato dall'11 al 16 marzo 2025 sui campi in cemento del Racquet Village di Punta Cana, in Repubblica Dominicana.

## Partecipanti

### Teste di serie
| Nazionalità | Giocatore               | Ranking* | Testa di serie |
| ----------- | ----------------------- | -------- | -------------- |
| Francia     | Alexandre Müller        | 44       | 1              |
| Argentina   | Tomás Martín Etcheverry | 45       | 2              |
| Serbia      | Miomir Kecmanović       | 49       | 3              |
| Belgio      | David Goffin            | 56       | 4              |
| Rep. Ceca   | Jakub Menšík            | 57       | 5              |
| Francia     | Benjamin Bonzi          | 62       | 6              |
| Italia      | Mattia Bellucci         | 70       | 7              |
| Regno Unito | Cameron Norrie          | 77       | 8              |

* Ranking al 3 marzo 2025.

### Altri partecipanti
I seguenti giocatori hanno ricevuto una wild card per il tabellone principale:
- Roberto Cid Subervi
- Miomir Kecmanović
- Rodrigo Pacheco Méndez

I seguenti giocatori sono entrati in tabellone come alternate:
- Cristian Garín
- Billy Harris
- Constant Lestienne
- Tristan Schoolkate
- Shō Shimabukuro
- Coleman Wong

I seguenti giocatori sono passati dalle qualificazioni:
- James McCabe
- Govind Nanda
- Nicolás Mejía
- Rei Sakamoto

## Punti e montepremi
| Torneo    | Torneo              | V      | F      | SF     | QF    | 2T    | 1T    | Q | Q2    | Q1  |
| Singolare | Punti               | 175    | 90     | 50     | 25    | 13    | 0     | 6 | 3     | 0   |
| Singolare | Premi in denaro ($) | 29 800 | 17 550 | 10 395 | 6 050 | 3 560 | 2 155 | – | 1,075 | 540 |
| Doppio    | Punti               | 175    | 90     | 50     | 25    | –     | 0     | – | –     | –   |
| Doppio    | Premi in denaro ($) | 12 840 | 7 460  | 4 475  | 2 650 | –     | 1,490 | – | –     | –   |

## Campioni

### Singolare
Aleksandar Kovacevic ha sconfitto in finale  Damir Džumhur con il punteggio di 6–2, 6–3.

### Doppio
Gonzalo Escobar /  Diego Hidalgo hanno sconfitto in finale  Petr Nouza /  Patrik Rikl con il punteggio di 7–6(5), 6–4.